# Lutz Bieg
Lutz Bieg (* 14. Februar 1943 in Wuppertal) ist ein deutscher Sinologe.

## Leben
Nach der Promotion zum Dr. phil. 1971 in Heidelberg und der Habilitation an der FU Berlin 1986 war er ordentlicher Professor für China, moderne chinesische Literatur und chinesische Philosophie in Köln (1989–2008).

## Schriften (Auswahl)
- Huang T'ing-chien (1045–1105). Leben und Dichtung. Darmstadt 1975, ISBN 3-87561-440-2.
- mit Erling von Mende und Martina Siebert (Hg.): Ad Seres et Tungusos. Festschrift für Martin Gimm zu seinem 65. Geburtstag am 25. Mai 1995. Wiesbaden 2000, ISBN 3-447-04291-5.